# Kurt Christmann
Kurt Emil Heinrich Christmann alias Dr. Ronda (* 1. Juni 1907 in München; † 4. April 1987 ebenda) war ein deutscher Jurist und ein Kriegsverbrecher in der Zeit des Nationalsozialismus.

## NS-Karriere
Geboren als Sohn eines Verwaltungsinspektors wurde er 1920 Mitglied im SA-Sturm Klintsch und 1922 im Jungsturm Adolf Hitler. 1923 nahm Christmann am Hitlerputsch teil. Ende der 1920er Jahre studierte er Rechtswissenschaften und schloss das Studium 1931 mit der Promotion zum Dr. jur. über das Thema „Der rechtswidrige Angriff bei der Notwehr“ ab. Nach dem Studium war er bei der politischen Polizei im Land Bayern eingesetzt.
Im Jahr der Machtergreifung trat er im April 1933 in die SS und zum 1. Mai desselben Jahres in die NSDAP ein (Mitgliedsnummer 3.203.599). Als Sportler errang er den deutschen Meistertitel im Kanusport und den deutschen Polizei-Skimeistertitel. Aufgrund dieser Referenzen arbeitete Christmann zudem als Wintersport-Referent der SS. 1938 folgte seine Versetzung zur Gestapoleitstelle Wien und später nach Innsbruck, bevor er 1939 Gestapochef in Salzburg wurde. Dort blieb Christmann bis Juli 1942. Ab August des Jahres führte er dann das Einsatzkommando 10a der Einsatzgruppe D in Krasnodar. Dieser Einsatz dauerte bis Februar 1943.  Während dieser Zeit wurde Christmann 1942 zum SS-Obersturmbannführer befördert. Im Juli 1943 wurde er beim Kriegsverbrecherprozess von Krasnodar in Abwesenheit angeklagt. Ab Herbst 1943 war er Gestapochef in Klagenfurt und Koblenz.
Im Jahr 1945 geriet Christmann in Kriegsgefangenschaft. Er wurde im Lager Dachau interniert.

## Nach dem Krieg
1946 gelang Christmann die Flucht aus dem Internierungslager Dachau und er arbeitete bis 1948 unter dem Namen Dr. Ronda bei der britischen Besatzungsmacht. Bald darauf floh er über Rom nach Argentinien. Christmann beteiligte sich dort aktiv innerhalb des Kameradenwerks, einer Organisation, die aus Europa fliehende Nationalsozialisten bzw. Faschisten unterstützte, unter denen sich auch viele Kriegsverbrecher befanden.
1956 kehrte Christmann in die Bundesrepublik zurück, wo ihm die Zulassung als Rechtsanwalt verweigert wurde. Christmann stieg daraufhin in die Immobilienbranche ein, wo er bald Inhaber einer Firma wurde.
Am 19. Dezember 1980 verurteilte das Landgericht München I Kurt Christmann wegen der Beteiligung an Kriegsverbrechen in Krasnodar zu zehn Jahren Haft. Verfahrensgegenstand war die Tötung von inhaftierten Partisanen sowie deren Angehöriger, darunter auch Kinder, mit Hilfe eines Gaswagens sowie die Erschießung von Partisanenverdächtigen und Kommunisten. Das Urteil wurde am 11. November 1982 vom Bundesgerichtshof bestätigt. Am 10. Dezember 1985 wurde er aus der Justizvollzugsanstalt München entlassen.

## Publikationen
- Der rechtswidrige Angriff bei der Notwehr, Figel Verlag München 1931